# Shadian Zhen
Shadian Zhen (kinesiska: 沙甸, 沙甸镇) är en köping i Kina. Den ligger i provinsen Yunnan, i den sydvästra delen av landet, omkring 180 kilometer söder om provinshuvudstaden Kunming. Antalet invånare är 18 952. Befolkningen består av 8 934 kvinnor och 10 018 män. Barn under 15 år utgör 19,0 %, vuxna 15-64 år 74 %, och äldre över 65 år 5,0 %.
Genomsnittlig årsnederbörd är 1 375 millimeter. Den regnigaste månaden är juli, med i genomsnitt 278 mm nederbörd, och den torraste är februari, med 22 mm nederbörd.